# Augsburg
|  | For fodboldklubben, se FC Augsburg |
Augsburg er en by i den tyske delstat Bayern, grundlagt af romerne i år 15 f.Kr. under navnet Augusta Vindelicorum. Den blev en fristad i det tysk-romerske rige i 1276. Handelen blomstrede på grund af byens strategiske position som bindeled mellem Tyskland og Italien. Det var her den rige bankierfamilie Fugger stammede fra.
Byen er blandt andet kendt for at være stedet, hvor den augsburgske bekendelse blev nedskrevet under Reformationen.
Det sociale boligbyggeri Fuggerei, der blev grundlagt i 1516 af Jakob Fugger, er det ældste i verden.
Da det tysk-romerske rige blev opløst i 1806 mistede Augsburg sin status som fristad og blev lagt under kongedømmet Bayern.
Store dele af Augsburg blev ødelagt under de allieredes bombardementer af byen den 25. og 26. februar 1944.